# Mold Castle
Mold Castle (walisisk: Castell yr Wyddgrug), på Bailey Hill i byen Mold, Flintshire, i det nordøstlige Wales, er en motte-and-baileyfæstning, der blev opført omkring 1072, sandsynlivis af den normanniske Robert de Montalt under instruktioner fra Hugh d'Avranches, jarl af Chester. Der er kun ganske lidt tilbage af borgen, der primært består af fohøjningen hvor motten blev opført. Stedet er tæt på St Mary's Church i byens centrum, som stammer fra 1300-tallet.